# Nemoria spurca
Nemoria spurca là một loài bướm đêm trong họ Geometridae.